# Сквер імені Тараса Шевченка (Суми)
50°54′29″ пн. ш. 34°48′00″ сх. д. / 50.90814° пн. ш. 34.79992° сх. д.
Сквер імені Тараса Григоровича Шевченка — знаходиться в місті Суми по вулиці Соборній. Спочатку на місці сквера, за першим генпланом міста, повинен був розміщуватися адміністративно-діловий центр, проте ця ділянка так і залишилася незабудованою.  
Сквер Шевченка виник в другій половині XIX століття, його автор невідомий. Наприкінці XIX століття по периметру скверу сформувалася досить значна забудова: казначейський банк, жіноча гімназія, готель.
На теперішній (2-а половина 2010-х) час сквер обмежений такими будівлями - по колу розташовані один з корпусів Академії банківської справи (колишня 1-ша жіноча гімназія), Палац дітей та юнацтва (старий корпус — колишній банк; новий корпус — колишній Дім політичної освіти). В центрі міні-парку стоїть пам'ятник Тарасові Шевченку. Трохи навіддаль Палацу установлений пам'ятник на честь студентських протестів 2004 року. 
У сквері встановлені пам'ятник Т.Г. Шевченка і пам'ятник студентам, а також знаходиться Палац дітей та юнацтва і Юридичний факультет Української академії банківської справи.

## Галерея

Палац дітей та юнацтва (новий корпус)
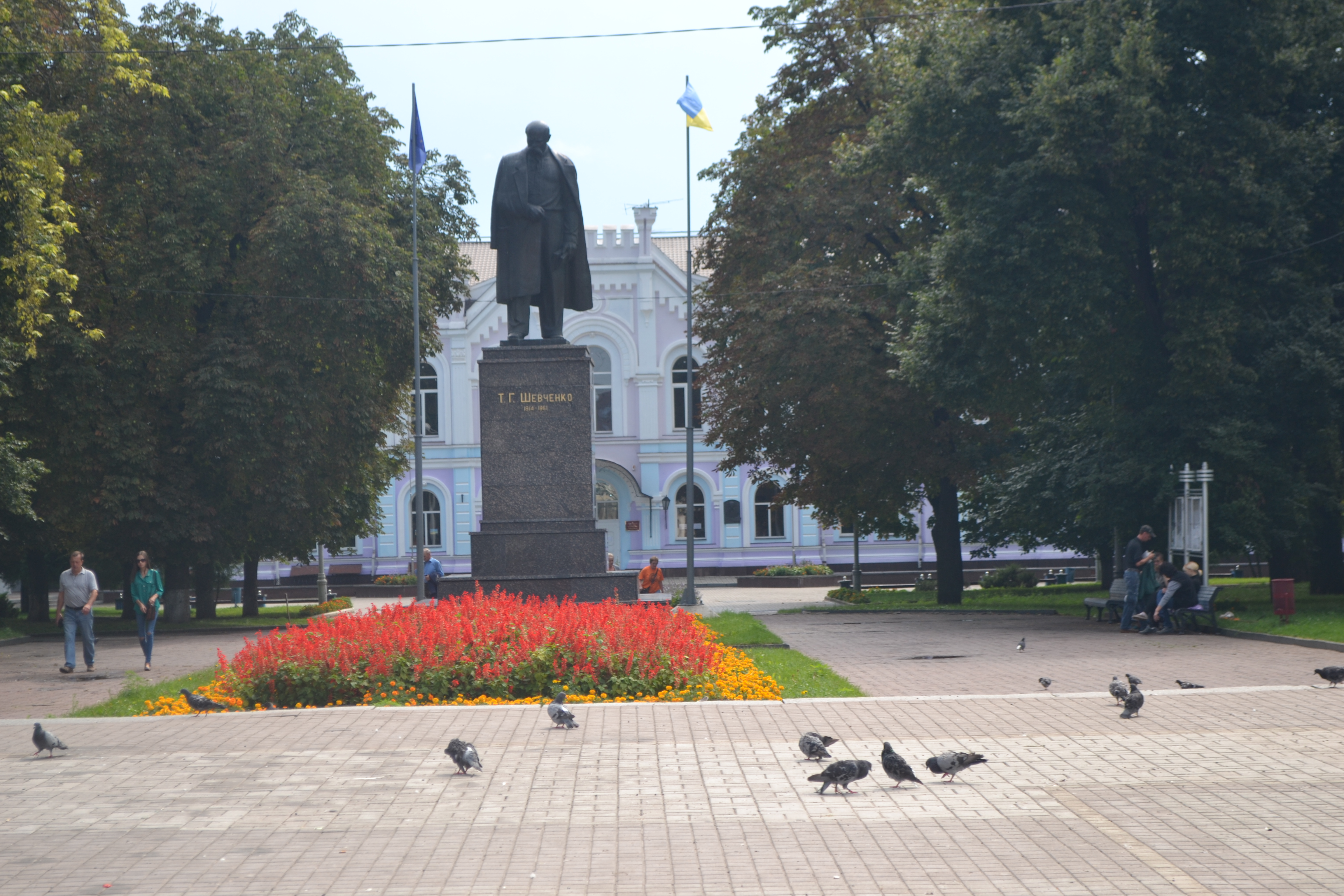
Пам'ятник Т. Г. Шевченку
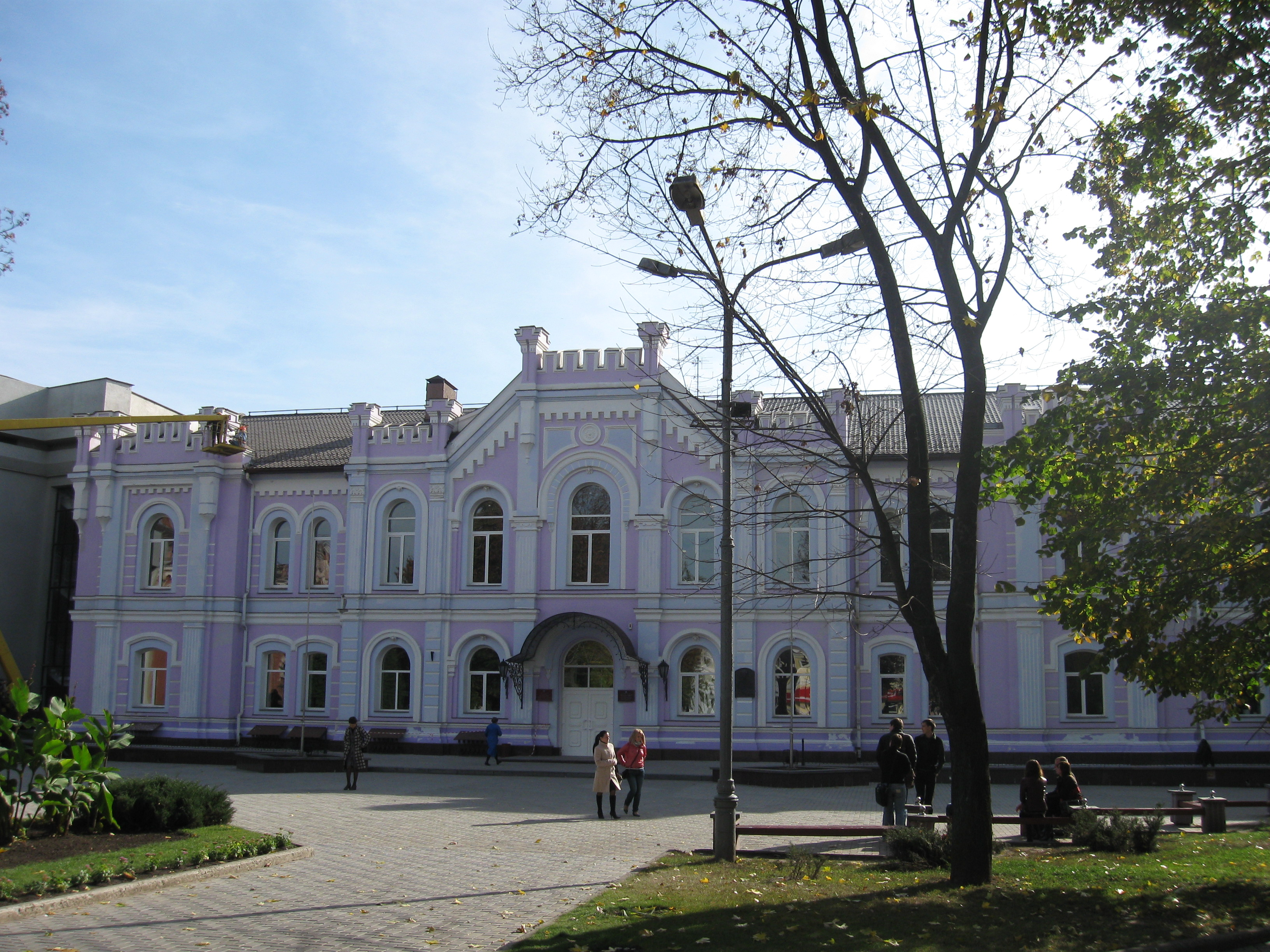
Національна академія банківської справи